# Xian de Zhenxiong
Le xian de Zhenxiong (镇雄县 ; pinyin : Zhènxióng Xiàn) est un district administratif de la province du Yunnan en Chine. Il est placé sous la juridiction de la ville-préfecture de Zhaotong.

## Démographie
La population du district était de 1 185 096 habitants en 1999.